# Yūji Shibata
Yūji Shibata (japanisch 柴田 雄次, Shibata Yūji; * 28. Januar 1882 in der Präfektur Tokio; † 28. Januar 1980 ebenda) war ein japanischer Chemiker und gilt dort als Begründer der Komplexchemie in Japan.

## Leben
Shibata besuchte die 1. Höhere Schule (Dai-ichi kōtō gakkō) studierte ab 1904 an der Kaiserlichen Universität Tokio. Von 1910 bis 1913 war er zum Studium in Europa, zuerst bei Arthur Hantzsch in Leipzig, dann bei Alfred Werner (einem der Begründer der Komplexchemie) in Zürich und danach bei Georges Urbain in Paris, um Spektroskopie zu studieren. Aus London brachte er ein Spektrometer für chemische Untersuchungen zurück. Nach der Rückkehr wurde er 1913 Assistenzprofessor an der Universität Tokio, wurde 1917 promoviert und war 1919 bis zur Emeritierung 1947 Professor. Zusätzlich war er 1942 bis 1948 Professor an der Marine-Versuchsstation in Nagoya. Er war Dekan für Naturwissenschaften an der Universität Nagoya und später Präsident der Tokyo Metropolitan University.
1921 fand er unabhängig und vor Paul Job (1928) eine Methode zur Bestimmung von instabilen Komplexverbindungen in Lösung, die später continuous variation method oder Job-Methode genannt wurde.
Er befasste sich mit der katalytischen Wirkung von Komplexverbindungen und fand 1934, dass bestimmte Metallkomplexe enzymartig wirken (ähnlich Oxidasen).
Er war von 1962 bis 1970 Präsident der Japanischen Akademie der Wissenschaften. Shibata erhielt zudem die Ernennung zur Person mit besonderen kulturellen Verdiensten.
Zu seinen Schülern gehören Ryūtarō Tsuchida (1903–1962), Entdecker der später durch die Ligandenfeldtheorie erklärten spektrophotometrischen Serien, und von Kazuo Yamazaki (1911–2010), der sich mit chemischer Archäologie befasste (speziell den Wandmalereien in der Pagode des Daigo-ji in Kyoto).